# Sunday Bada
Pour les articles homonymes, voir Bada (homonymie).
Sunday Bada (né le 22 juin 1969 à Kaduna et mort le 12 décembre 2011 à Lagos) est un athlète nigérian spécialiste du 400 mètres.

## Carrière
Il se révèle durant les Championnats d'Afrique 1990 en remportant deux médailles de bronze, sur 200 m et sur 400 m. Deux ans plus tard, il s'impose lors du 400 m de la Coupe du monde des nations de la Havane et permet à l'équipe d'Afrique d'occuper la première place au classement général final. En 1993, Sunday Bada monte sur la deuxième marche du podium des Championnats du monde en salle, derrière l'Américain Harry Butch Reynolds, avant de se classer cinquième des Championnats du monde en plein air de Stuttgart, compétition dans laquelle il établit la meilleure performance de sa carrière en 44 s 63.
Troisième des Jeux du Commonwealth 1994, le Nigerian obtient une nouvelle médaille d'argent durant les Championnats du monde en salle 1995 où il se voit devancé de 20 centièmes de secondes par l'Américain Darnell Hall. Sélectionné pour les Championnats du monde de Göteborg, en août 1995, Sunday Bada se classe huitième du 400 m mais obtient la médaille de bronze du relais 4 × 400 mètres aux côtés de ses coéquipiers nigérians.
Il obtient le plus grand succès de sa carrière en début de saison 1997 en s'adjugeant le titre du 400 mètres des Championnats du monde en salle qui se déroulent au Palais omnisports de Paris-Bercy. Il s'impose en 45 s 51 en devançant le Britannique Jamie Baulch de onze centièmes de seconde.
Lors des Jeux olympiques d'été de 2000, Sunday Bada remporte la médaille d'argent du relais 4 × 400 m aux côtés de Clement Chukwu, Jude Monye et Enefiok Udo Obong. Mais le 2 août 2008, le Comité international olympique décide de retirer la médaille d'or obtenue par le relais des États-Unis à la suite des aveux de dopage d'Antonio Pettigrew. Le Nigeria récupère le titre vacant en 2008.
Nommé Directeur technique national de l'athlétisme nigérian, il meurt le 12 décembre 2011 après avoir été victime d'une chute au Stade national de Lagos

### Palmarès
| Date | Compétition                    | Lieu          | Place | Épreuve   |
| ---- | ------------------------------ | ------------- | ----- | --------- |
| 1990 | Championnats d'Afrique         | Le Caire      | 3e    | 200 m     |
| 1990 | Championnats d'Afrique         | Le Caire      | 3e    | 400 m     |
| 1991 | Jeux africains                 | Le Caire      | 2e    | 400 m     |
| 1991 | Jeux africains                 | Le Caire      | 2e    | 4 x 400 m |
| 1992 | Coupe du monde des nations     | La Havane     | 1er   | 400 m     |
| 1993 | Championnats du monde en salle | Toronto       | 2e    | 400 m     |
| 1993 | Championnats du monde          | Stuttgart     | 5e    | 400 m     |
| 1994 | Jeux du Commonwealth           | Victoria      | 3e    | 400 m     |
| 1995 | Championnats du monde en salle | Barcelone     | 2e    | 400 m     |
| 1995 | Championnats du monde          | Göteborg      | 8e    | 400 m     |
| 1995 | Championnats du monde          | Göteborg      | 3e    | 4 × 400 m |
| 1995 | Jeux africains                 | Harare        | 1er   | 200 m     |
| 1995 | Jeux africains                 | Harare        | 2e    | 400 m     |
| 1995 | Jeux africains                 | Harare        | 1er   | 4 x 400 m |
| 1997 | Championnats du monde en salle | Paris         | 1er   | 400 m     |
| 1999 | Jeux africains                 | Johannesbourg | 1er   | 4 × 400 m |
| 2000 | Jeux olympiques                | Sydney        | 1er   | 4 × 400 m |

### Records
| Épreuve       | Performance | Lieu      | Date         |
| ------------- | ----------- | --------- | ------------ |
| 400 m         | 44 s 63     | Stuttgart | 16 août 1993 |
| 400 m (salle) | 45 s 51     | Paris     | 9 mars 1997  |